# لیگ قهرمانان اروپا ۹۴–۱۹۹۳
لیگ قهرمانان اروپا ۹۴–۱۹۹۳ سی و نهمین فصل از رقابت‌های فوتبال جام باشگاه‌های اروپا و دومین دوره مسابقات با نشان‌واره لیگ قهرمانان اروپا بود (در مرحلهٔ گروهی و نیمه نهایی استفاده شد و سایر مراحل همچنان با عنوان «جام باشگاه‌های قهرمان اروپا» یا «جام باشگاه‌های اروپا» نامیده می‌شد).
میلان با نتیجهٔ ۴–۰ بارسلونا را در بازی فینال شکست داد و برای پنجمین بار قهرمان اروپا شد. المپیک مارسی مدافع عنوان قهرمانی بود، اما به‌خاطر درگیر بودن در یک رسوایی تبانی در فصل قبل لیگ ۱، مجاز به حضور در مسابقات نبود. متعاقباً عنوان قهرمانی لیگ از آن تیم گرفته شد و در پایان فصل ۹۴–۱۹۹۳ به لیگ ۲ سقوط کرد. این نخستین و تنها مرتبه‌ای بود که مدافع عنوان قهرمانی، در مسابقات حضور نداشت و نمی‌توانست از عنوان قهرمانی خود دفاع کند. سهمیه خالی فرانسه نصیب تیم سوم جدول، موناکو شد (تیم دوم جدول پاری سن ژرمن، که عنوان قهرمانی لیگ را نپذیرفت، به جای این مسابقات به‌عنوان قهرمان جام حذفی فرانسه در جام برندگان جام اروپا شرکت کرد).
در این دوره نسبت به فصل قبل، تغییراتی در قالب لیگ قهرمانان اروپا ایجاد شد. پس از دو فصل که شامل مرحلهٔ گروهی بود، نیمه نهایی به‌صورت تک‌حذفی، پس از مرحلهٔ گروهی برگزار شد. در نتیجهٔ آن، دو تیمی که در رده نخست از گروه خود صعود می‌کردند، تک مسابقهٔ مرحلهٔ نیمه نهایی را در خانه برگزار می‌کردند.
این فصل به‌علت عدم حضور نمایندگان یوگسلاوی شناخته شده‌است، زیرا یوگسلاوی تحت تحریم‌های اقتصادی سازمان ملل قرار داشت. نمایندگان یوگسلاوی اغلب در مراحل پیشرفته مسابقات حضور داشتند و ستاره سرخ بلگراد در سال ۱۹۹۱ قهرمان جام باشگاه‌های اروپا شد و فصل بعد از آن را در رتبه دوم گروه خود به پایان رساند. در این فصل اف‌کی پارتیزان با قهرمانی در لیگ داخلی، نماینده یوگسلاوی بود، اما اجازه حضور در مسابقات را بدست نیاورد. در همین حال، قهرمانان کرواسی، بلاروس، مولداوی، گرجستان و ولز برای اولین بار در این مسابقات شرکت کردند.

## تیم‌ها
۴۲ قهرمان ملی در فصل ۹۴–۱۹۹۳ لیگ قهرمانان اروپا حضور یافتند. ۲۰ تیم که در رتبه‌بندی باشگاه‌های اروپا در ۱۹۹۳ پایین‌ترین رتبه را داشتند راهی دور مقدماتی شدند و ۲۲ تیم با رتبه‌های بالاتر راهی دور اول شدند.
| دور اول                | دور اول                      | دور اول                | دور اول              |
| ---------------------- | ---------------------------- | ---------------------- | -------------------- |
| میلان (اول)            | پورتو (اول)                  | گالاتاسرای (اول)       | لخ پوزنان (اول)      |
| موناکو (سوم)[پ.ن. FRA] | فاینورد (اول)                | آستریا وین (اول)       | لفسکی صوفیه (اول)    |
| وردر برمن (اول)        | منچستر یونایتد (اول)         | آ.ا. ک آتن (اول)       | کیشپشت هونود (اول)   |
| بارسلونا (اول)         | استوا بخارست (اول)           | کپنهاگن (اول)          | دینامو کی‌یف (اول)    |
| اندرلشت (اول)          | اسپارتا پراگ (اول)[پ.ن. CZE] | آی‌ای‌کی (اول)           | دینامو مینسک (اول)   |
| اسپارتاک مسکو (اول)    | رنجرز (اول)                  |                        |                      |
| دور مقدماتی            |                              |                        |                      |
| ارو (اول)              | اکرانس (اول)                 | کورک سیتی (اول)        | اکراناس (اول)        |
| کومبرن تاون (اول)      | پارتیزانی (اول)              | فلوریانا (اول)         | نورما تالین (اول)    |
| هلسینکی (اول)          | روزنبورگ (اول)               | آونیر بگن (اول)        | دینامو زاگرب (اول)   |
| بیتار اورشلیم (اول)    | اومانیا (اول)                | المپیا لیوبلیانا (اول) | دینامو تفلیس (اول)   |
| اسکونتو (اول)          | لینفیلد (اول)                | بی۶۸ (اول)             | زیمبرو کیشیناو (اول) |

توضیحات
1. ^ فرانسه (FRA): مدافع عنوان قهرمانی المپیک مارسی (که همچنین در فصل ۹۳–۱۹۹۲ قهرمان لیگ ۱ فرانسه شد) به‌خاطر درگیر بودن در پرونده تبانی در لیگ ۱ مجاز به حضور در مسابقات نبود. متعاقباً عنوان قهرمانی لیگ از آن تیم گرفته شد و در پایان فصل ۹۴–۱۹۹۳ به لیگ ۲ سقوط کرد. با توجه به راهیابی تیم دوم جدول پاری سن ژرمن (که از دریافت عنوان قهرمانی از مارسی اجتناب کرد) به مسابقات جام برندگان جام اروپا، سهمیه خالی فرانسه نصیب تیم سوم جدول موناکو شد.
2. ^ جمهوری چک (CZE): اسپارتا پراگ به‌عنوان قهرمان لیگ داخلی چکسلواکی جواز حضور در مسابقات را کسب کرد، اما به‌عنوان نماینده جمهوری چک در مسابقات شرکت کرد.
3. ^ جمهوری فدرال یوگسلاوی (FRY): اف‌کی پارتیزان قهرمان فصل ۹۳–۱۹۹۲ لیگ دسته اول جمهوری فدرال یوگسلاوی، در نتیجهٔ تحریم اقتصادی سازمان ملل که به یوگسلاوی تحمیل شده بود، جواز حضور در مسابقات را کسب نکرد.

## تاریخ مسابقات و قرعه‌کشی
برنامه مسابقات و قرعه‌کشی به شرح زیر است. تمام قرعه‌کشی‌ها در ژنو، سوئیس برگزار شد.
| مرحله       | دور         | تاریخ قرعه‌کشی | دور رفت                               | دور برگشت                             |
| ----------- | ----------- | ------------- | ------------------------------------- | ------------------------------------- |
| دور مقدماتی | دور مقدماتی | ۱۴ ژوئیه ۱۹۹۳ | ۱۸ اوت ۱۹۹۳                           | ۱ سپتامبر ۱۹۹۳                        |
| دور اول     | دور اول     | ۱۴ ژوئیه ۱۹۹۳ | ۱۵ سپتامبر ۱۹۹۳                       | ۲۹ سپتامبر ۱۹۹۳                       |
| دور دوم     | دور دوم     | ۱ اکتبر ۱۹۹۳  | ۲۰ اکتبر ۱۹۹۳                         | ۳ نوامبر ۱۹۹۳                         |
| مرحله گروهی | هفته اول    | ۵ نوامبر ۱۹۹۳ | ۲۴ نوامبر ۱۹۹۳                        | ۲۴ نوامبر ۱۹۹۳                        |
| مرحله گروهی | هفته دوم    | ۵ نوامبر ۱۹۹۳ | ۸ دسامبر ۱۹۹۳                         | ۸ دسامبر ۱۹۹۳                         |
| مرحله گروهی | هفته سوم    | ۵ نوامبر ۱۹۹۳ | ۲ مارس ۱۹۹۴                           | ۲ مارس ۱۹۹۴                           |
| مرحله گروهی | هفته چهارم  | ۵ نوامبر ۱۹۹۳ | ۱۶ مارس ۱۹۹۴                          | ۱۶ مارس ۱۹۹۴                          |
| مرحله گروهی | هفته پنجم   | ۵ نوامبر ۱۹۹۳ | ۳۰ مارس ۱۹۹۴                          | ۳۰ مارس ۱۹۹۴                          |
| مرحله گروهی | هفته ششم    | ۵ نوامبر ۱۹۹۳ | ۱۳ آوریل ۱۹۹۴                         | ۱۳ آوریل ۱۹۹۴                         |
| مرحله حذفی  | نیمه نهایی  | ۵ نوامبر ۱۹۹۳ | ۲۷ آوریل ۱۹۹۴                         | ۲۷ آوریل ۱۹۹۴                         |
| مرحله حذفی  | فینال       | ۵ نوامبر ۱۹۹۳ | ۱۸ مه ۱۹۹۴ در ورزشگاه المپیک آتن، آتن | ۱۸ مه ۱۹۹۴ در ورزشگاه المپیک آتن، آتن |

## دور مقدماتی
| تیم ۱            | نتیجه‌نهایی | تیم ۲            | بازی رفت | بازی برگشت |
| ---------------- | ---------- | ---------------- | -------- | ---------- |
| هلسینکی          | ۲–۱        | اف‌سی نورما       | ۱–۱      | ۱–۰        |
| اکراناس          | ۰–۲        | فلوریانا         | ۰–۱      | ۰–۱        |
| بی۶۸             | ۰–۱۱       | دینامو زاگرب     | ۰–۵      | ۰–۶        |
| اسکونتو          | ۱–۱ (پ)    | المپیا لیوبلیانا | ۰–۱      | ۱–۰        |
| کومبرن تاون      | ۴–۴ (گ.ز.) | کورک سیتی        | ۳–۲      | ۱–۲        |
| دینامو تفلیس     | ۳–۲۱       | لینفیلد          | ۲–۱      | ۱–۱        |
| آونیر بگن        | ۰–۳        | روزنبورگ         | ۰–۲      | ۰–۱        |
| پارتیزانی تیرانا | ۰–۳        | اکرانس           | ۰–۰      | ۰–۳        |
| اومانیا          | ۲–۳        | اف‌سی ارو         | ۲–۱      | ۰–۲        |
| زیمبرو کیشیناو   | ۱–۳        | بیتار اورشلیم    | ۱–۱      | ۰–۲        |

۱ دینامو تفلیس پس از تلاش ناموفق برای رشوه دادن به داور در دور رفت و گزارش به یوفا، از مسابقات کنار گذاشته شد.

## دور اول
| تیم ۱        | نتیجه‌نهایی | تیم ۲          | بازی رفت | بازی برگشت |
| ------------ | ---------- | -------------- | -------- | ---------- |
| پورتو        | ۲–۰        | فلوریانا       | ۲–۰      | ۰–۰        |
| اکرانس       | ۱–۳        | فاینورد        | ۱–۰      | ۰–۳        |
| موناکو       | ۲–۱        | آ.ا. ک آتن     | ۱–۰      | ۱–۱        |
| استوا بخارست | ۴–۴ (گ.ز.) | دینامو زاگرب   | ۱–۲      | ۳–۲        |
| رنجرز        | ۴–۴ (گ.ز.) | لفسکی صوفیه    | ۳–۲      | ۱–۲        |
| وردر برمن    | ۶–۳        | دینامو مینسک   | ۵–۲      | ۱–۱        |
| لینفیلد      | ۳–۴        | کپنهاگن        | ۳–۰      | ۰–۴ (و.ا.) |
| اف‌سی ارو     | ۰–۱        | میلان          | ۰–۱      | ۰–۰        |
| آی‌ای‌کی       | ۱–۲        | اسپارتا پراگ   | ۱–۰      | ۰–۲        |
| هلسینکی      | ۰–۶        | اندرلشت        | ۰–۳      | ۰–۳        |
| کیشپشت هونود | ۳–۵        | منچستر یونایتد | ۲–۳      | ۱–۲        |
| گالاتاسرای   | ۳–۱        | کورک سیتی      | ۲–۱      | ۱–۰        |
| لخ پوزنان    | ۷–۲        | بیتار اورشلیم  | ۳–۰      | ۴–۲        |
| اسکونتو      | ۰–۹        | اسپارتاک مسکو  | ۰–۵      | ۰–۴        |
| دینامو کی‌یف  | ۴–۵        | بارسلونا       | ۳–۱      | ۱–۴        |
| روزنبورگ     | ۴–۵        | آستریا وین     | ۳–۱      | ۱–۴        |

## دور دوم
| تیم ۱          | نتیجه‌نهایی | تیم ۲         | بازی رفت | بازی برگشت |
| -------------- | ---------- | ------------- | -------- | ---------- |
| پورتو          | ۱–۰        | فاینورد       | ۱–۰      | ۰–۰        |
| موناکو         | ۴–۲        | استوا بخارست  | ۴–۱      | ۰–۱        |
| لفسکی صوفیه    | ۲–۳        | وردر برمن     | ۲–۲      | ۰–۱        |
| کپنهاگن        | ۰–۷        | میلان         | ۰–۶      | ۰–۱        |
| اسپارتا پراگ   | ۲–۵        | اندرلشت       | ۰–۱      | ۲–۴        |
| منچستر یونایتد | ۳–۳ (گ.ز.) | گالاتاسرای    | ۳–۳      | ۰–۰        |
| لخ پوزنان      | ۲–۷        | اسپارتاک مسکو | ۱–۵      | ۱–۲        |
| بارسلونا       | ۵–۱        | آستریا وین    | ۳–۰      | ۲–۱        |

### دور رفت
| پورتو        | ۱–۰   | فاینورد |
| ------------ | ----- | ------- |
| Domingos ۹۰' | گزارش |         |

| موناکو                             | ۴–۱   | استوا بخارست       |
| ---------------------------------- | ----- | ------------------ |
| ایکپبا ۵۰'، ۷۵' · کلینزمن ۵۲'، ۶۴' | گزارش | دومیترسکو ۲۲' (پ.) |

| لفسکی صوفیه            | ۲–۲   | وردر برمن           |
| ---------------------- | ----- | ------------------- |
| Yankov ۷۵' · جینچو ۹۰' | گزارش | بوده ۵۰' · روفر ۵۲' |

| کپنهاگن | ۰–۶   | میلان                                                     |
| ------- | ----- | --------------------------------------------------------- |
|         | گزارش | پاپن ۱'، ۷۲' · سیمونه ۶'، ۱۶' · لادروپ ۴۴' · اورلاندو ۶۱' |

| اسپارتا پراگ | ۰–۱   | اندرلشت   |
| ------------ | ----- | --------- |
|              | گزارش | نیلیس ۷۴' |

| منچستر یونایتد                              | ۳–۳   | گالاتاسرای                                  |
| ------------------------------------------- | ----- | ------------------------------------------- |
| رابسون ۳' · Stumpf ۱۴' (گ.خ.) · کانتونا ۸۰' | گزارش | اردم ۱۶' · بروس ۳۲' (گ.خ.) · Türkyilmaz ۶۴' |

| لخ پوزنان          | ۱–۵   | اسپارتاک مسکو                                   |
| ------------------ | ----- | ----------------------------------------------- |
| Podbrozny ۴۴' (پ.) | گزارش | Pisarev ۸'، ۶۲' · کارپین ۱۰' · اونوپکو ۳۰'، ۵۳' |

| بارسلونا                                 | ۳–۰   | آستریا وین |
| ---------------------------------------- | ----- | ---------- |
| کومان ۳۷' (پنالتی)، ۷۳' · Estebaranz ۸۹' | گزارش |            |

### دور برگشت
| فاینورد | ۰–۰   | پورتو |
| ------- | ----- | ----- |
|         | گزارش |       |

پورتو در مجموع ۱–۰ برنده شد.
| استوا بخارست  | ۱–۰   | موناکو |
| ------------- | ----- | ------ |
| دومیترسکو ۸۵' | گزارش |        |

موناکو در مجموع ۴–۲ برنده شد.
| وردر برمن | ۱–۰   | لفسکی صوفیه |
| --------- | ----- | ----------- |
| باسلر ۷۳' | گزارش |             |

وردر برمن در مجموع ۳–۲ برنده شد.
| میلان    | ۱–۰   | کپنهاگن |
| -------- | ----- | ------- |
| پاپن ۴۵' | گزارش |         |

میلان در مجموع ۷–۰ برنده شد.
| اندرلشت                                 | ۴–۲   | اسپارتا پراگ     |
| --------------------------------------- | ----- | ---------------- |
| بوسمان ۲' · نیلیس ۴۷'، ۷۳' · ورساول ۸۷' | گزارش | Dvirnyk ۱۷'، ۶۹' |

اندرلشت در مجموع ۵–۲ برنده شد.
| گالاتاسرای | ۰–۰   | منچستر یونایتد |
| ---------- | ----- | -------------- |
|            | گزارش |                |

در مجموع ۳–۳، گالاتاسرای با قانون گل زده در خانه حریف برنده شد.
| اسپارتاک مسکو            | ۲–۱   | لخ پوزنان     |
| ------------------------ | ----- | ------------- |
| کارپین ۷' · Khlestov ۸۱' | گزارش | Dembiński ۳۰' |

اسپارتاک مسکو در مجموع ۷–۲ برنده شد.
| آستریا وین | ۱–۲   | بارسلونا          |
| ---------- | ----- | ----------------- |
| Ogris ۳۹'  | گزارش | استویچکوف ۵'، ۷۷' |

بارسلونا در مجموع ۵–۱ برنده شد.

## لیگ قهرمانان اروپا

### مرحله گروهی
مرحله گروهی ۲۴ نوامبر ۱۹۹۳ شروع شد و ۱۳ آوریل ۱۹۹۴ به پایان رسید. هشت تیم به دو گروه چهار تیمی تقسیم شدند و تیم‌های هر گروه به صورت رفت و برگشت به مصاف یکدیگر رفته و هر تیم شش مسابقه برگزار کرد. تیم‌ها برای هر برد دو امتیاز و برای هر تساوی یک امتیاز کسب کردند. در پایان مرحله گروهی دو تیم نخست هر گروه راهی مرحله نیمه نهایی مسابقات شدند.
تمام تیم‌ها به‌جز میلان و پورتو برای نخستین بار در مرحله گروهی حاضر شدند. از میان آن‌ها دو تیم (بارسلونا و اندرلشت) پیش از این در مرحله گروهی جام باشگاه‌های اروپا ۹۲–۱۹۹۱، تنها فصل جام باشگاه‌های اروپا که با چنین قالبی برگزار شد، شرکت کرده بودند.

#### گروه A
| جایگاه | تیم           | بازی | برد | تساوی | باخت | گل‌ز | گل‌خ | ت‌گل | امتیاز | صلاحیت                |
| ------ | ------------- | ---- | --- | ----- | ---- | --- | --- | --- | ------ | --------------------- |
| ۱      | بارسلونا      | ۶    | ۴   | ۲     | ۰    | ۱۳  | ۳   | ۱۰+ | ۱۰     | راهیابی به نیمه نهایی |
| ۲      | موناکو        | ۶    | ۳   | ۱     | ۲    | ۹   | ۴   | ۵+  | ۷      | راهیابی به نیمه نهایی |
| ۳      | اسپارتاک مسکو | ۶    | ۱   | ۳     | ۲    | ۶   | ۱۲  | ۶−  | ۵      |                       |
| ۴      | گالاتاسرای    | ۶    | ۰   | ۲     | ۴    | ۱   | ۱۰  | ۹−  | ۲      |                       |

| موناکو                                                  | ۴–۱   | اسپارتاک مسکو |
| ------------------------------------------------------- | ----- | ------------- |
| کلینزمن ۱۷' · ایکپبا ۴۱' · ژورکائف ۶۲' (پ.) · تورام ۸۹' | گزارش | Pisarev ۴۹'   |

| گالاتاسرای | ۰–۰   | بارسلونا |
| ---------- | ----- | -------- |
|            | گزارش |          |

| بارسلونا           | ۲–۰   | موناکو |
| ------------------ | ----- | ------ |
| بگیریستین ۱۶'، ۲۷' | گزارش |        |

| اسپارتاک مسکو | ۰–۰   | گالاتاسرای |
| ------------- | ----- | ---------- |
|               | گزارش |            |

| موناکو                               | ۳–۰   | گالاتاسرای |
| ------------------------------------ | ----- | ---------- |
| شیفو ۳۶' · ژورکائف ۴۱' · کلینزمن ۵۲' | گزارش |            |

| اسپارتاک مسکو                   | ۲–۲   | بارسلونا                    |
| ------------------------------- | ----- | --------------------------- |
| Rodionov ۷۷' · والری کارپین ۸۸' | گزارش | استویچکوف ۱۱' · روماریو ۶۷' |

| گالاتاسرای | ۰–۲   | موناکو               |
| ---------- | ----- | -------------------- |
|            | گزارش | شیفو ۵۴' · گناکو ۹۰' |

| بارسلونا                                                     | ۵–۱   | اسپارتاک مسکو |
| ------------------------------------------------------------ | ----- | ------------- |
| استویچکوف ۳۳' · آمور ۷۵' · کومان ۷۷'، ۸۰' · روماریو ۸۶' (پ.) | گزارش | کارپین ۳'     |

| اسپارتاک مسکو | ۰–۰   | موناکو |
| ------------- | ----- | ------ |
|               | گزارش |        |

| بارسلونا                                 | ۳–۰   | گالاتاسرای |
| ---------------------------------------- | ----- | ---------- |
| آمور ۲۱' · کومان ۷۰' (پ.) · ساکریستن ۷۷' | گزارش |            |

| موناکو | ۰–۱   | بارسلونا      |
| ------ | ----- | ------------- |
|        | گزارش | استویچکوف ۱۳' |

| گالاتاسرای | ۱–۲   | اسپارتاک مسکو            |
| ---------- | ----- | ------------------------ |
| Cihat ۸۶'  | گزارش | اونوپکو ۵۵' · کارپین ۸۳' |

#### گروه B
| جایگاه | تیم       | بازی | برد | تساوی | باخت | گل‌ز | گل‌خ | ت‌گل | امتیاز | صلاحیت                |
| ------ | --------- | ---- | --- | ----- | ---- | --- | --- | --- | ------ | --------------------- |
| ۱      | میلان     | ۶    | ۲   | ۴     | ۰    | ۶   | ۲   | ۴+  | ۸      | راهیابی به نیمه نهایی |
| ۲      | پورتو     | ۶    | ۳   | ۱     | ۲    | ۱۰  | ۶   | ۴+  | ۷      | راهیابی به نیمه نهایی |
| ۳      | وردر برمن | ۶    | ۲   | ۱     | ۳    | ۱۱  | ۱۵  | ۴−  | ۵      |                       |
| ۴      | اندرلشت   | ۶    | ۱   | ۲     | ۳    | ۵   | ۹   | ۴−  | ۴      |                       |

| اندرلشت | ۰–۰   | میلان |
| ------- | ----- | ----- |
|         | گزارش |       |

| پورتو                                   | ۳–۲   | وردر برمن             |
| --------------------------------------- | ----- | --------------------- |
| Domingos ۷' · خورخه ۳۴' · Zé Carlos ۸۲' | گزارش | Hobsch ۸۵' · روفر ۸۶' |

| میلان                                  | ۳–۰   | پورتو |
| -------------------------------------- | ----- | ----- |
| رادوچویو ۱۶' · پانوچی ۳۹' · ماسارو ۶۳' | گزارش |       |

در ابتدا قرار بود این مسابقه در تاریخ ۸ دسامبر برگزار شود، اما یک هفته زودتر برگزار شد تا زمان بیشتری برای آماده‌سازی به‌جهت حضور در جام بین قاره‌ای ۱۹۹۳ در اختیار میلان قرار بگیرد.
| وردر برمن                                          | ۵–۳   | اندرلشت                    |
| -------------------------------------------------- | ----- | -------------------------- |
| روفر ۶۶'، ۸۹' · براتست ۷۲' · Hobsch ۸۱' · بوده ۸۳' | گزارش | آلبرت ۱۶' · بوفین ۱۸'، ۳۳' |

| میلان                      | ۲–۱   | وردر برمن |
| -------------------------- | ----- | --------- |
| مالدینی ۴۸' · ساویسویچ ۶۸' | گزارش | باسلر ۵۴' |

| اندرلشت   | ۱–۰   | پورتو |
| --------- | ----- | ----- |
| نیلیس ۸۸' | گزارش |       |

| وردر برمن     | ۱–۱   | میلان        |
| ------------- | ----- | ------------ |
| روفر ۵۲' (پ.) | گزارش | ساویسویچ ۷۴' |

| پورتو                      | ۲–۰   | اندرلشت |
| -------------------------- | ----- | ------- |
| درولوویچ ۹' · سکرتاریو ۹۰' | گزارش |         |

| میلان | ۰–۰   | اندرلشت |
| ----- | ----- | ------- |
|       | گزارش |         |

| وردر برمن | ۰–۵   | پورتو                                                                           |
| --------- | ----- | ------------------------------------------------------------------------------- |
|           | گزارش | Rui Filipe ۱۱' · کوستادینف ۳۵' · سکرتاریو ۷۰' · Domingos ۷۴' · Timofte ۹۰' (پ.) |

| پورتو | ۰–۰   | میلان |
| ----- | ----- | ----- |
|       | گزارش |       |

| اندرلشت    | ۱–۲   | وردر برمن |
| ---------- | ----- | --------- |
| بوسمان ۴۵' | گزارش |           |

### مرحله حذفی
مرحله حذفی لیگ قهرمانان اروپا ۹۴–۱۹۹۳ در ۲۷ آوریل ۱۹۹۴ و به‌صورت تک‌حذفی برگزار شد. در صورت تساوی در پایان ۹۰ دقیقه، بازی در وقت اضافه دنبال می‌شد و پس از پایان وقت اضافه اگر نتیجه تساوی کماکان بر مسابقه حکمفرما بود، ضربات پنالتی تیم برنده را مشخص می‌کرد.

#### براکت
|  | نیمه نهایی                  | نیمه نهایی |   |  | نهایی                    | نهایی |  |
|  |                             |            |   |  |                          |       |  |
|  | ۲۷ آوریل – میلان (سن سیرو)  |            |   |  |                          |       |  |
|  | میلان                       | ۳          |   |  |                          |       |  |
|  | موناکو                      | ۰          |   |  |                          |       |  |
|  |                             |            |   |  |                          |       |  |
|  |                             |            |   |  | ۱۸ مه – آتن (المپیک آتن) |       |  |
|  |                             |            |   |  | میلان                    | ۴     |  |
|  |                             | بارسلونا   | ۰ |  |                          |       |  |
|  |                             |            |   |  |                          |       |  |
|  |                             |            |   |  |                          |       |  |
|  |                             |            |   |  |                          |       |  |
|  | ۲۷ آوریل – بارسلون (نیوکمپ) |            |   |  |                          |       |  |
|  | بارسلونا                    | ۳          |   |  |                          |       |  |
|  | پورتو                       | ۰          |   |  |                          |       |  |

#### نیمه نهایی
| تیم ۱    | نتیجه | تیم ۲  |
| -------- | ----- | ------ |
| میلان    | ۳–۰   | موناکو |
| بارسلونا | ۳–۰   | پورتو  |

| میلان                                 | ۳–۰   | موناکو |
| ------------------------------------- | ----- | ------ |
| دسایی ۱۴' · آلبرتینی ۴۸' · ماسارو ۶۶' | گزارش |        |

| بارسلونا                       | ۳–۰   | پورتو |
| ------------------------------ | ----- | ----- |
| استویچکوف ۱۰'، ۳۵' · کومان ۷۲' | گزارش |       |

## فینال
| میلان                                        | ۴–۰   | بارسلونا |
| -------------------------------------------- | ----- | -------- |
| ماسارو ۲۲'، ۲+۴۵' · ساویسویچ ۴۷' · دسایی ۵۸' | گزارش |          |

## قهرمان
| قهرمان لیگ قهرمانان اروپا ۹۴–۱۹۹۳ |
| --------------------------------- |
| آث میلان                          |
| پنجمین قهرمانی                    |

## گلزنان برتر
گلزنان برتر لیگ قهرمانان اروپا ۹۴–۱۹۹۳ (بدون در نظر گرفتن مرحله مقدماتی) به شرح زیر است:
| رتبه | نام                | تیم           | تعداد گل |
| ---- | ------------------ | ------------- | -------- |
| ۱    | رونالد کومان       | بارسلونا      | ۸        |
| ۱    | واینتون روفر       | وردر برمن     | ۸        |
| ۳    | لوک نیلیس          | اندرلشت       | ۷        |
| ۳    | هریستو استویچکوف   | بارسلونا      | ۷        |
| ۵    | Bernd Hobsch       | وردر برمن     | ۵        |
| ۵    | والری کارپین       | اسپارتاک مسکو | ۵        |
| ۷    | مارکو بوده         | وردر برمن     | ۴        |
| ۷    | یورگن کلینزمن      | موناکو        | ۴        |
| ۷    | دنیله ماسارو       | میلان         | ۴        |
| ۷    | ویکتور اونوپکو     | اسپارتاک مسکو | ۴        |
| ۷    | ژان-پیر پاپن       | میلان         | ۴        |
| ۷    | Nikolai Pisarev    | اسپارتاک مسکو | ۴        |
| ۷    | Sergey Rodionov    | اسپارتاک مسکو | ۴        |
| ۷    | Kubilay Türkyilmaz | گالاتاسرای    | ۴        |